# Soplaviento (kommun)
Soplaviento är en kommun i Colombia.   Den ligger i departementet Bolívar, i den norra delen av landet, 600 km norr om huvudstaden Bogotá. Antalet invånare är 8 281. Arean är 131 kvadratkilometer.
Terrängen i Soplaviento är platt.